# Daniel Simon (Schwimmer)

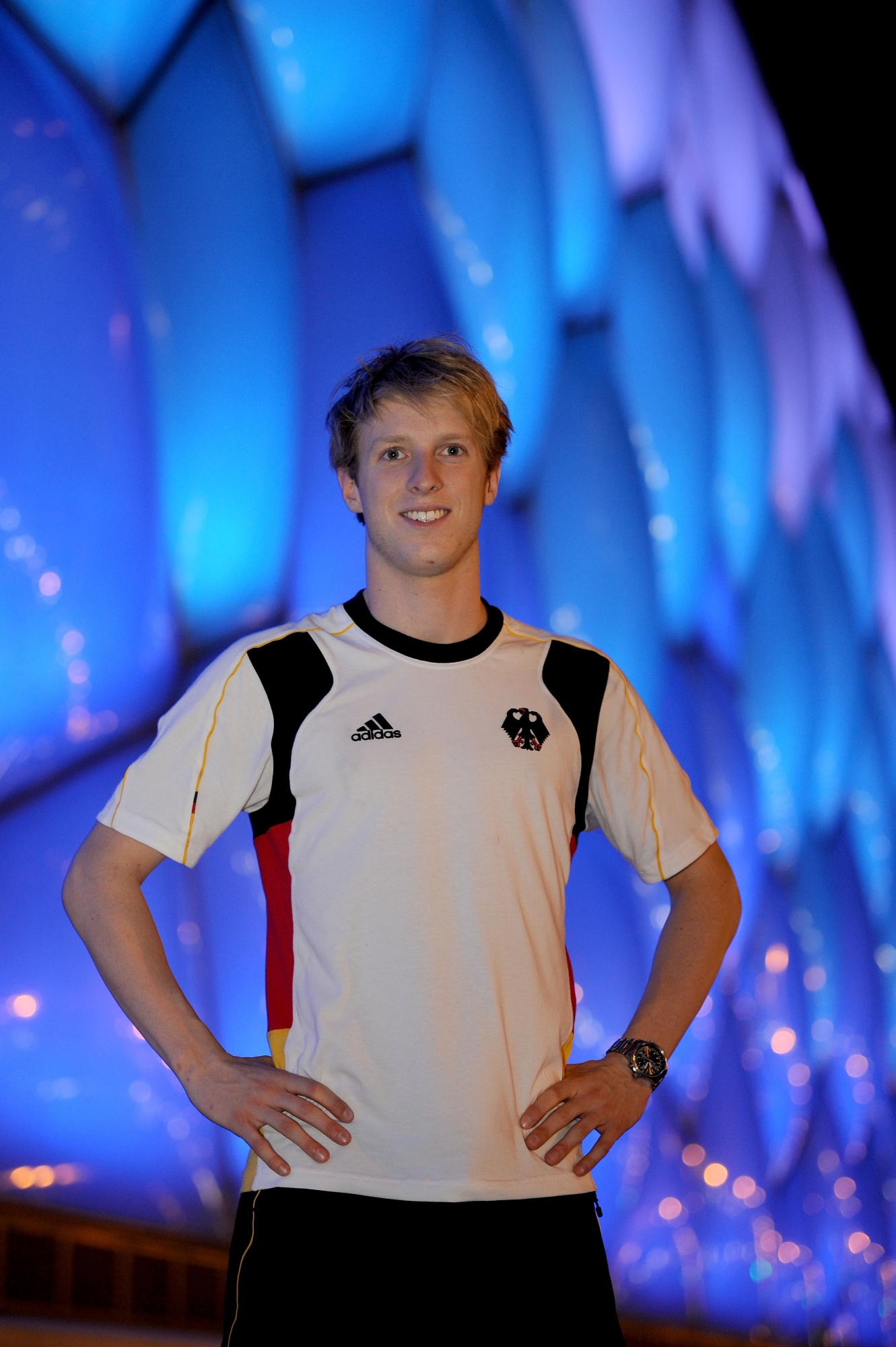

Daniel Simon (* 16. November 1988 in Darmstadt) ist ein Schwimmer der deutschen paralympischen Nationalmannschaft. Er war jeweils Final-Teilnehmer bei den Sommer-Paralympics 2008 in Peking, 2012 in London und 2016 in Rio de Janeiro.

## Rekorde

### Kurzbahn-Rekorde
| Datum         | Veranstaltung                                 | Strecke             | Zeit    | Rekord           | Startklasse | Quelle |
| ------------- | --------------------------------------------- | ------------------- | ------- | ---------------- | ----------- | ------ |
| November 2014 | North Sea Meet, Stavanger/Norwegen            | 50 m Brust          | 0:31.57 | Weltrekord       | SB12        | [ 1 ]  |
| November 2014 | North Sea Meet, Stavanger/Norwegen            | 50 m Schmetterling  | 0:26.74 | Weltrekord       | S12         | [ 1 ]  |
| November 2010 | Deutsche Meisterschaften, Remscheid           | 800 m Freistil      | 9:37.05 | Weltrekord       | S13         | [ 1 ]  |
| Dezember 2009 | Weltmeisterschaften, Rio de Janeiro/Brasilien | 50 m Freistil       | 0:24,24 | Weltrekord       | S13         | [ 1 ]  |
| November 2011 | Deutsche Meisterschaften, Remscheid           | 200 m Freistil      | 2:04,96 | Europarekord     | S13         | [ 1 ]  |
| Dezember 2009 | Weltmeisterschaften, Rio de Janeiro/Brasilien | 100 m Schmetterling | 0:59,14 | Europarekord     | S13         | [ 1 ]  |
| November 2009 | Deutsche Meisterschaften, Wuppertal           | 50 m Schmetterling  | 0:26,89 | Europarekord     | S13         | [ 1 ]  |
| November 2015 | Deutsche Meisterschaften, Remscheid           | 50 m Brust          | 0:31,41 | Deutscher Rekord | SB12        | [ 2 ]  |
| November 2014 | Deutsche Meisterschaften, Riesa               | 100 m Freistil      | 0:55,59 | Deutscher Rekord | S12         | [ 2 ]  |
| November 2014 | Deutsche Meisterschaften, Riesa               | 200 m Freistil      | 2:07,02 | Deutscher Rekord | S12         | [ 2 ]  |
| November 2014 | Deutsche Meisterschaften, Riesa               | 100 m Schmetterling | 1:01,51 | Deutscher Rekord | S12         | [ 2 ]  |
| November 2014 | North Sea Meet, Stavanger/Norwegen            | 50 m Rücken         | 0:28,84 | Deutscher Rekord | S12         | [ 2 ]  |
| November 2014 | North Sea Meet, Stavanger/Norwegen            | 50 m Freistil       | 0:24,91 | Deutscher Rekord | S12         | [ 2 ]  |
| November 2011 | Deutsche Meisterschaften, Remscheid           | 200 m Brust         | 2:40,42 | Deutscher Rekord | SB13        | [ 2 ]  |
| November 2009 | Deutsche Meisterschaften, Wuppertal           | 50 m Brust          | 0:31,72 | Deutscher Rekord | SB13        | [ 2 ]  |

### Langbahn-Rekorde
| Datum          | Veranstaltung                              | Strecke             | Zeit    | Rekord           | Startklasse | Quelle |
| -------------- | ------------------------------------------ | ------------------- | ------- | ---------------- | ----------- | ------ |
| Juni 2016      | IDM, Berlin                                | 100 m Brust         | 1:11,31 | Deutscher Rekord | SB12        | [ 2 ]  |
| Juni 2016      | IDM, Berlin                                | 50 m Bust           | 0:32,11 | Deutscher Rekord | SB12        | [ 2 ]  |
| Juni 2016      | IDM, Berlin                                | 50 m Schmetterling  | 0:27,13 | Deutscher Rekord | S12         | [ 2 ]  |
| Mai 2016       | Europameisterschaft, Funchal/Madeira       | 50 m Freistil       | 0:24,90 | Deutscher Rekord | S12         | [ 2 ]  |
| August 2014    | Europameisterschaft, Eindhoven/Niederlande | 100 m Rücken        | 1:07,02 | Deutscher Rekord | S12         | [ 2 ]  |
| Juni 2014      | Berlin-Brandenburg-Meisterschaft, Berlin   | 200 m Rücken        | 2:33,60 | Deutscher Rekord | S12         | [ 2 ]  |
| Juli 2012      | IDM, Berlin                                | 50 m Rücken         | 0:30,08 | Deutscher Rekord | S12         | [ 2 ]  |
| Juli 2012      | IDM, Berlin                                | 50 m Brust          | 0:32,43 | Deutscher Rekord | S12         | [ 2 ]  |
| September 2012 | Paralympics, London                        | 100 m Brust         | 1:15,04 | Deutscher Rekord | SB12        | [ 2 ]  |
| September 2012 | Paralympics, London/Groß Britannien        | 100 m Schmetterling | 1:02,10 | Deutscher Rekord | S12         | [ 2 ]  |
| April 2011     | IBSA Weltmeisterschaft, Antalya/Türkei     | 50 m Schmetterling  | 0:27,73 | Deutscher Rekord | S13         | [ 2 ]  |
| Oktober 2009   | Europameisterschaft, Reykjavík/Island      | 100 m Rücken        | 1:06,28 | Deutscher Rekord | S13         | [ 2 ]  |
| Oktober 2009   | Europameisterschaft, Reykjavík/Island      | 100 m Schmetterling | 1:00,66 | Deutscher Rekord | S13         | [ 2 ]  |

## Auszeichnungen
- Sportplakette des Landes Hessen 2005[3]
- Darmstadt Sportler des Jahres 2010[3]
- Hessen Behindertensportler des Jahres 2010 und 2011[3]